# Melicertus hathor
Melicertus hathor is een tienpotigensoort uit de familie van de Penaeidae. De wetenschappelijke naam van de soort is voor het eerst geldig gepubliceerd in 1959 door Burkenroad.